# César Daly

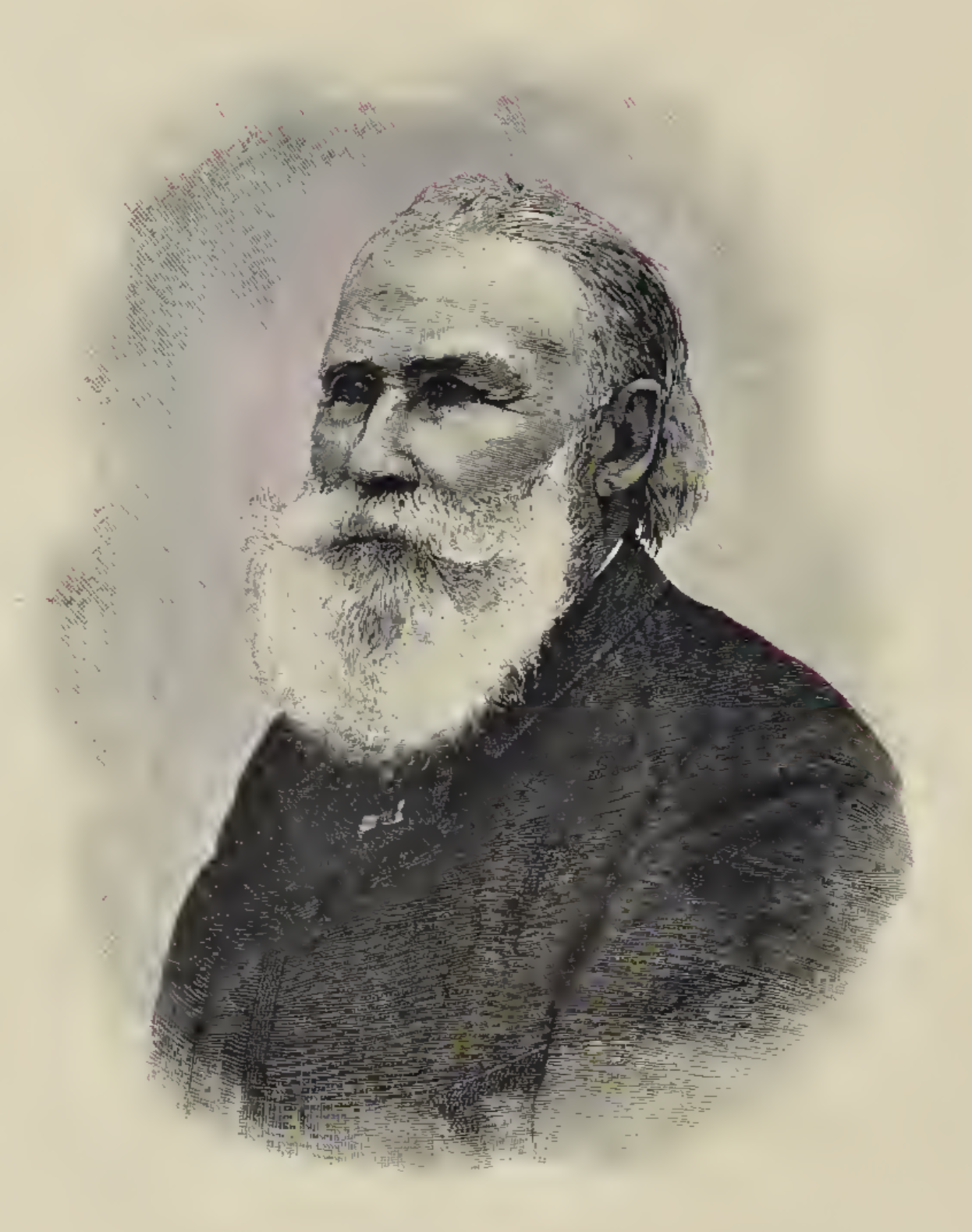
César Daly

César Denis Daly (Verdun, 17 luglio 1811 – Wissous, 11 gennaio 1894) è stato un architetto francese.

## Biografia
Figlio naturale di John Daley, commissario alimentare britannico e poi prigioniero di guerra a Verdun, e della francese Camille Augustine Bernard, César Daly è cresciuta a Douai. È stato introdotto all'architettura, quindi ha continuato i suoi studi nel laboratorio di Félix Duban all'École des Beaux-Arts di Parigi.
Precursore di Viollet-le-Duc, César Daly ha lavorato come architetto diocesano, dal 1843 al 1877, al restauro della Cattedrale di Sainte-Cécile ad Albi.
Nel 1848 fu nominato membro della Commissione per le arti e gli edifici religiosi Phalansterian impegnata nelle tesi socio-economiche di Charles Fourier, nel 1848 fondò una società effimera di artisti interni e industriali e, lo stesso anno, ma senza successo, corse per l'Assemblea costituente nazionale. Durante i suoi viaggi, ha visitato in Texas la colonia utopica di Icaria trovato da Etienne Cabet.
Daly ottenne la Legione d'Onore il 13 agosto 1861 e ricevette la medaglia d'oro reale nel 1892.
Molto più che un praticante sul campo, César Daly era un uomo influente, attivo negli organi ed associazioni ed editoria professionale nel mondo dell'architettura.
Era il segretario della Central Society of Architects. Proprietario fondatore e direttore di Revisione generale di architettura e opere pubbliche(1840-1888) e di Settimana dei costruttori (1877-1895), pubblicazioni la cui influenza fu notevole, fu anche autore di numerose opere di riferimento.